# Mouvement pour le socialisme autogestionnaire
 (mai 2021).
Si vous disposez d'ouvrages ou d'articles de référence ou si vous connaissez des sites web de qualité traitant du thème abordé ici, merci de compléter l'article en donnant les références utiles à sa vérifiabilité et en les liant à la section « Notes et références ».
Pour les articles homonymes, voir Mouvement pour le Socialisme.
Le Mouvement pour le socialisme autogestionnaire (MSA) est un ancien parti politique sénégalais.

## Histoire
En 1998, il rejoint l'Union pour le renouveau démocratique (URD).
Un nouveau parti, Taaru Senegaal/Taaru Afrik/Mouvement pour le socialisme autogestionnaire (TS/TA/MSA), participe aux élections législatives de 2007.

## Orientation
C'était un parti de gauche faisant référence au socialisme autogestionnaire yougoslave.